# Expert Opinion on Drug Safety
Expert Opinion on Drug Safety, abgekürzt Expert Opin. Drug Saf., ist eine wissenschaftliche Fachzeitschrift, die vom Taylor & Francis-Verlag veröffentlicht wird. Die Zeitschrift erscheint mit sechs Ausgaben im Jahr. Es werden Übersichtsarbeiten veröffentlicht, die sich mit der Sicherheit der Arzneistoffe beschäftigen.
Der Impact Factor lag im Jahr 2013 bei 2,735. Nach der Statistik des ISI Web of Knowledge wird das Journal mit diesem Impact Factor in der Kategorie Pharmakologie und Pharmazie an 93. Stelle von 254 Zeitschriften geführt.